# Hosta Tardiana Group

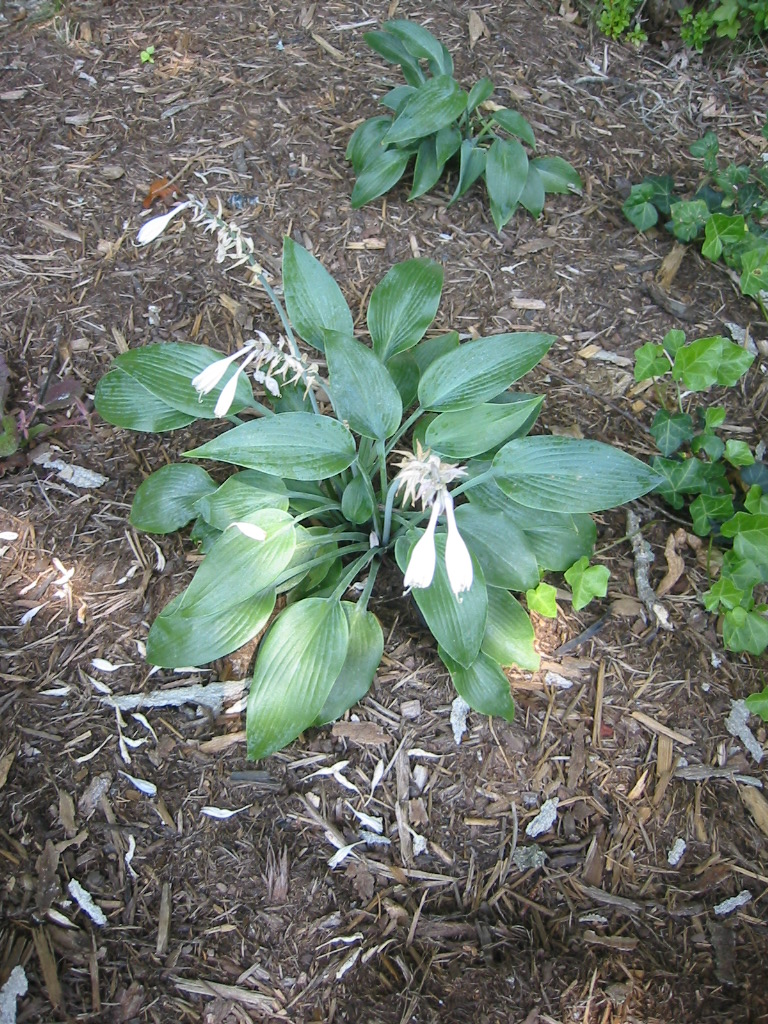
Hosta tardiana 'Halcyon'

Hosta Tardiana Group je název pro skupinu rostlin řazených do rodu Hosta, ale zahrnující různé druhy a křížence. 

## Historie
V roce 1991 v knize W. George Schmidta, The Genus Hosta založené na intenzivním výzkumu celého rodu, vyšlo najevo, že několik rostlin dříve považovaných za samostatné, přirozeně se vyskytující druhy jsou pěstované odrůdy, tedy kultivary. Následkem tohoto zjištění byly některé druhy taxonomicky překvalifikovány na status kultivarů.
Skupina host dnes nazývaných Hosta Tardiana group byla vyšlechtěna Ericem Smithem (1917-1986) v Anglii. Skupina zahrnuje mnoho hybridů Hosta 'Tardiflora' a Hosta sieboldiana 'Elegans'. Jednalo se o velmi unikátní křížence kvůli době květu a remontování. Nejznámější kultivar označovaný běžně Hosta tardiana 'Halcyon' sloužil k vyšlechtění mnoha dalších kultivarů.

## Použití
Okrasné rostliny sloužící jako výsadba ve skupinách nebo jednotlivě, v záhonech, ozdobných skalkách, nádobách. Lze je rovněž použít k řezu.

## Pěstování
Nesnáší dobře přímé slunce a snadno je sluncem poškozena, již během jara, velká plocha listů. Rostlina preferuje polostín a přiměřeně vlhké, propustné živné půdy, ačkoliv snese většinu běžných půd. Množení kultivarů je prováděno obvykle dělením oddenků a trsů.